# Antoine III Studite
Pour les articles homonymes, voir Antoine III.
Antoine III Studite ou Stoudite (mort en avril ou mai 981) fut patriarche de Constantinople de décembre 973 à juin 978.

## Biographie
Sa biographie est assez mal connue. Léon le Diacre (qui en a laissé un portrait flatteur) affirme qu'Antoine « avait depuis sa jeunesse embrassé la vie ascétique dans le monastère de Stoudios, menant une vie apostolique ».
Il était syncelle du patriarche Polyeucte au début du règne de Nicéphore II Phocas. Skylitzès rapporte qu'il fut chargé par Nicéphore II d’accompagner l’impératrice Théophanô au palais de Pétrion situé sur les rives de la Corne d'Or.
En tant que syncelle de Polyeucte, il aurait dû lui succéder à sa mort en 970, mais Basile Ier Skamandrénos le précéda jusqu'en 973.
En juin 978, il démissionna pour une raison inconnue et se retira au monastère du Stoudios. Le siège patriarcal resta alors vacant pendant deux ans, avant la mort d'Antoine en avril-mai 980 et la nomination de son successeur, Nicolas II Chrysobergès,, également en avril-mai de la même année.

## Décrets et écrits
- Décret de 977 pour lutter contre le montant élevé des taxes exigées de ceux rejoignant le clergé de Sainte-Sophie[5].
- Lettre adressée à Basile II et ayant trait à sa démission[6].
- Catéchèses[1].